# Love and Freindship
Love and Freindship är en brevroman skriven av Jane Austen år 1790. Från elva års ålder fram till att hon var arton, skrev Austen sina berättelser i tre anteckningsböcker. Dessa finns fortfarande bevarade, en i Bodleianska biblioteket och de två andra på British Museum. De innehåller bland annat verken Love and Freindship, skriven då Austen var fjorton år och The History of England, skriven då hon var femton.
Berättelsen är skriven i brevform och liksom hennes senare opublicerade kortroman, Lady Susan, tros Love and Freindship vara en av de berättelser Jane Austen skrev för att roa sin familj. Den är tillägnad hennes kusin Eliza de Feuillide, känd som "La Comtesse de Feuillide". Avsnitten är skrivna som brev från hjältinnan Laura till Marianne, dotter till hennes vän Isabel. Felstavningen i titeln är en av många i berättelsen, som uppenbart är en parodi på de kärleksromaner Austen läste som barn. Detta framgår även av undertiteln "Deceived in Freindship and Betrayed in Love". I sin form liknar berättelsen en saga, men Austen visar sig däruti fast besluten att parodiera konventionerna i romantiska berättelser. Brevromanen visar också utvecklingen av Jane Austens vassa kvickhet och förakt för romantisk sensibilitet, som är så karakteristisk för hennes senare romaner.
Filmen Love & Friendship från 2016 är en filmatisering av Lady Susan och lånar endast titeln från Love och Freindship.